# Oriana Sabatini
Oriana Gabriela Sabatini (sinh ngày 19 tháng 4 năm 1996), còn được gọi đơn giản là Oriana trong ngành công nghiệp âm nhạc, là một nữ ca sĩ, diễn viên và người mẫu người Argentina.

## Đời sống
Oriana Sabatini sinh ngày 19 tháng 4 năm 1996 tại Buenos Aires, Argentina.  Cô là con gái lớn của Osvaldo Sabatini, một diễn viên và doanh nhân người Argentina; và Catherine Fulop, một nữ diễn viên người Venezuela.  Cô có một em gái nhỏ hơn ba tuổi tên là Tiziana.  Tương tự như vậy, cô là cháu gái của tay vợt chuyên nghiệp nổi tiếng Gabriela Sabatini.  Cô bắt đầu đào tạo nghệ thuật từ khi còn rất nhỏ, học hát, piano và sân khấu.  Các nghiên cứu của cô bao gồm hai năm tại Học viện đào tạo diễn xuất Julio Chávez và một năm tại Học viện Điện ảnh New York. 
Hiện cô đang là bạn gái của Paulo Dybala, cầu thủ của Juventus. Tháng 3/2020, cô và bạn trai bị nhiễm COVID-19.

## Nghề nghiệp
Lần làm người mẫu cá nhân đầu tiên của cô là khi 13 tuổi cho một tạp chí, trong một bài viết về mối quan hệ của cô với người mẹ.  Buổi trình diễn trên truyền hình đầu tiên của cô là vào năm 2011 trong bộ phim Telenovela porque te quiero así của Uruguay, nơi cô tham gia đặc biệt với vai Rocío, bạn gái của nhân vật chính vị thành niên.
Vào cuối năm 2012, Oriana được triệu tập để thực hiện một vai diễn của công ty sản xuất Cris Morena, có được một vai diễn trong loạt phim Aliados, nơi cô đóng vai nhân vật Azul Medina.  Với vai trò của Azul Medina, cô đã giành được giải thưởng "Khải huyền" trong phiên bản 2013 của Giải thưởng Kids Choice Argentina.
Năm 2014, cô tham gia với tư cách khách mời trong chương trình El club del hit với các đối tác của cô từ Aliados, Jenny Martínez và Mariel Percossi.  Năm đó, cô tiếp tục với vai trò Azul trong Aliados mùa thứ hai, nhận giải thưởng là Nữ diễn viên được yêu thích trong phiên bản Giải thưởng Kids Choice Argentina 2014.  Anh cũng ra mắt tại nhà hát với vở kịch Aliados, vở nhạc kịch được trình bày tại Teatro Gran Rex, và có sự xuất hiện đặc biệt trong chương trình thực tế Tu cara me suena 2 khi anh bắt chước Katy Perry và Christina Aguilera.
Vào năm 2017, cô đã tham gia với thương hiệu nổi tiếng L'Oréal thực hiện một chiến dịch quảng cáo về các sản phẩm Casting Creme Gloss của mình.  Vào tháng Tư cùng năm, anh bắt đầu sự nghiệp solo với việc phát hành đĩa đơn đầu tiên bằng tiếng Anh, «Love Me Down Easy».  Sau đó, cô tham gia vào tháng 6 trong buổi khai mạc chương trình nổi tiếng có tên ShowMatch do Marcelo Tinelli thực hiện, hát "Love Me Down Easy" và cô đã cho thấy rằng cô có một giọng nói loại giọng nữ nhẹ..  Vào ngày 5 tháng 7, cô xuất hiện với tư cách là nghệ sĩ dự phòng trong chương trình Người phụ nữ nguy hiểm của Ariana Grande hát bài hát đầu tiên "Love Me Down Easy" và hai bài hát mới: "Ở lại hoặc chạy" và "What U Gonna Do".  Vào ngày 21 tháng 9, cô xuất hiện với tư cách là một nghệ sĩ solo tại Usina del Arte, Ciudad Recentente, một chương trình dành cho các nghệ sĩ mới.  Vào ngày 14 và 15 tháng 11 cùng năm, anh là người mở màn cho ban nhạc Coldplay, người đã kết thúc chuyến lưu diễn A Head Full of Dream ở Argentina, biểu diễn tại sân vận động Unico ở La Plata.